# Zendaya
Zendaya Maree Stoermer Coleman, ameriška filmska in televizijska igralka ter pevka, * 1. september 1996 Oakland, Kalifornija, ZDA.
Zaslovela je leta 2010 v televizijski seriji Disney Channel, Shake It Up, dodatno pa je zaslovela z nastopi v filmih Spider-Man: Vrnitev domov, Spider-Man: Daleč od doma in Spider-Man: Ni poti domov.
Od leta 2019 je igrala v HBO-jevi seriji Euphoria, za katero je prejela emmyjevo nagrado za najboljšo igralko v dramski seriji leta 2020 in 2022 ter tako postala najmlajša dobitnica te nagrade v zgodovini. Leta 2023 je prejela zlati globus za najboljšo igralko v televizijski seriji Drama za Euphoria.
Njen partner je igralec Tom Holland, s katerim se je spoznala na snemanju filma Spider-Man: Vrnitev domov.